# Robert Mercer (Bischof)
Robert William Stanley Mercer, CR (* 10. Januar 1935 in Simbabwe) ist der ehemalige vierte anglikanische Bischof von Matabeleland der Church of the Province of Central Africa von 1977 bis 1987 und seit 2012 Priester der Römisch-katholischen Kirche.

## Leben
Mercer lernte an der Grey School in Port Elizabeth und am St Paul's Theological College in Grahamstown. Nach seiner Weihe zum Diakon 1959 und zum Priester ein Jahr später nahm er eine Stelle als Pfarrer in Hillside in Bulawayo an. Er war Mitglied des Männerordens Community of the Resurrection (CR). Nach einem Zwischenspiel in St Teilo’s in Carmarthen ging er zurück in sein Heimatland, wurde dort aber 1970 abgeschoben. Anschließend war er Kaplan an der St Augustine's School in Penhalonga und dann Rektor von Borrowdale, Harare. 1977 wurde er zum Bischof bestimmt. Nach seinem Kirchenübertritt war er zwischen 1988 und 2005 Bischof und Metropolit der Anglican Catholic Church of Canada, Teil der Traditional Anglican Communion. Obwohl nach England zurückgekehrt, blieb er Mitglied des House of bishops der Anglican Catholic Church of Canada. Nach seiner Emeritierung 2005 war er bis 2012 Bischöflicher Visitator der Traditional Anglican Communion in Großbritannien.
Robert Mercer konvertierte am 7. Januar 2012 von der Anglikanischen Kirche zur römisch-katholischen Kirche. Am 21. März 2011 empfing er die Diakonenweihe im Allen Hall Seminary in London durch Alan Stephen Hopes, Weihbischof in Westminster. Am 26. März 2012 wurde er in der Kathedrale von Portsmouth durch den Bischof Alan Stephen Hopes zum katholischen Priester geweiht für das durch Papst Benedikt XVI. gegründete Personalordinariat Unserer Lieben Frau von Walsingham. Am 21. Juni 2012 wurde er von Benedikt XVI. zum Ehrenkaplan Seiner Heiligkeit ernannt.